# Poa obvallata
Poa obvallata är en gräsart som beskrevs av Ernst Gottlieb von Steudel. Poa obvallata ingår i släktet gröen, och familjen gräs. Inga underarter finns listade i Catalogue of Life.